# Leptobrachium promustache
Leptobrachium promustache é uma espécie de anfíbio anuro da família Megophryidae. Está presente na China. A UICN classificou-a como deficiente de dados.